# La Moille (Illinois)
La Moille es una villa ubicada en el condado de Bureau en el estado estadounidense de Illinois. En el Censo de 2010 tenía una población de 726 habitantes y una densidad poblacional de 233,98 personas por km².

## Geografía
La Moille se encuentra ubicada en las coordenadas 41°31′49″N 89°17′00″O / 41.53028, -89.28333. Según la Oficina del Censo de los Estados Unidos, La Moille tiene una superficie total de 3.1 km², de la cual 3.1 km² corresponden a tierra firme y (0%) 0 km² es agua.

## Demografía
Según el censo de 2010, había 726 personas residiendo en La Moille. La densidad de población era de 233,98 hab./km². De los 726 habitantes, La Moille estaba compuesto por el 97.52% blancos, el 0.41% eran afroamericanos, el 0% eran amerindios, el 0% eran asiáticos, el 0% eran isleños del Pacífico, el 0.55% eran de otras razas y el 1.52% pertenecían a dos o más razas. Del total de la población el 2.48% eran hispanos o latinos de cualquier raza.